# Xuân Hải, Ninh Hải
Xuân Hải là một xã thuộc tỉnh Khánh Hòa, Việt Nam.

## Địa lý
Xã Xuân Hải có ranh giới với các xã, phường:
- Phía Bắc giáp các xã Thuận Bắc và Mỹ Sơn
- Phía Nam giáp các phường Bảo An và Ninh Chử
- Phía Đông giáp xã Ninh Hải
- Phía Tây giáp phường Đô Vinh

Xã có diện tích 43,38 km², dân số năm 2025 là 45.104 người, mật độ dân số đạt 1.040 người/km².

## Hành chính
Xã Xuân Hải được chia thành 9 thôn: An Hòa, An Nhơn, An Xuân 1, An Xuân 2, An Xuân 3, Phước Nhơn 1, Phước Nhơn 2, Phước Nhơn 3 và Thành Sơn.

## Lịch sử
Ngày 13 tháng 3 năm 1979, Hội đồng Chính phủ ban hành Quyết định số 104-CP. Theo đó, tách các thôn Bà Tháp, Gò Cạn, Gò Đền của xã Hộ Hải, thôn Mỹ Nhơn của xã Xuân Hải để thành lập xã Tân Hải.
Ngày 16 tháng 6 năm 2025, Quốc hội Việt Nam thông qua Nghị quyết số 1667/NQ-UBTVQH15 của Ủy ban Thường vụ Quốc hội về việc sắp xếp các đơn vị hành chính cấp xã của tỉnh Khánh Hòa. Theo đó, hợp nhất hai xã Hộ Hải và Tân Hải vào xã Xuân Hải.